# アニー (1982年の映画)
『アニー』（Annie）は、ブロードウェイ・ミュージカル『アニー』を基にして1982年に製作されたアメリカ合衆国のミュージカル映画。

## あらすじ
世界恐慌による大不況により都市に失業者が溢れ、誰もが希望を失いかけていた1930年代のニューヨーク。孤児院で育ったアニーは赤毛の11歳。同じ孤児院の女の子たちと共に、院長のミス・ハンニガンからのイジメに耐える辛い毎日を送っていたが、明日は良くなるし、きっと両親が迎えに来てくれると信じて元気に暮らしている。自分より小さい女の子が泣いていると傍に行って歌ってあげるアニー。
そんな彼女が大富豪ウォーバックスの秘書グレースにつれられて大邸宅へ招待される。マスコミ向けのPRで孤児を招待したウォーバックスだったが、アニーと一緒に暮らす中で家族の存在が欠けていたと気づかされる。彼は真剣にアニーへ養女になって欲しいと申し出るがアニーは見たことのない両親を待ち続けたいと断る。落胆したウォーバックスだが、健気な彼女の心に打たれ、アニーのために両親探しを始める。アニーの親を探し当てた人に報奨金を支払うと公表するが、ハンニガンの弟のルースターとリリーが金儲けのためにその善意を利用しようとするのだった。

## キャスト
※括弧内は日本語吹替
- アニー - アイリーン・クイン（片岡身江 / 歌：高山知也）
- ウォーバックス - アルバート・フィニー（上條恒彦）：大富豪
- グレース・ファレル - アン・ラインキング（今陽子）：ウォーバックスの秘書
- プンジャブ - ジェフリー・ホールダー（内海賢二）：ウォーバックスの用心棒
- ミス・ハンニガン - キャロル・バーネット（藤田淑子）：孤児院の院長
- ルースター・ハンニガン - ティム・カリー（尾藤イサオ）：ミス・ハンニガンの弟、小悪党。
- リリー・レジス - バーナデット・ピーターズ（天地総子）：ルースターの愛人
- アスプ - ロジャー・ミナミ（小島敏彦 / 歌：篠崎義昭）
- フランクリン・D・ルーズベルト - エドワード・ハーマン（黒沢良）：ニューディール政策を実行した時の大統領。
- バート・ヒーリー - ピーター・マーシャル（子門真人）：IODENT提供のラジオ番組『笑顔ファミリーアワー』司会

## スタッフ
- 監督：ジョン・ヒューストン
- 製作：レイ・スターク
- 製作総指揮：ジョー・レイトン、ハワード・パイン
- 脚本：キャロル・ソビエスキー
- 撮影：リチャード・ムーア
- 音楽：チャールズ・ストラウス
- 作詞：マーティン・チャーニン
- 指揮・編曲：ラルフ・バーンズ
- 美術：デール・ヘネシー
- 編集：マイケル・A・スティーヴンソン
- 衣装デザイン：セオニ・V・アルドレッジ
- 振付：アーリン・フィリップス
- 配給：コロンビア ピクチャーズ

## 評価
評価は様々で、第55回アカデミー賞では美術、音楽賞にノミネートされたが、第3回ゴールデンラズベリー賞では最低作品、助演女優、監督、脚本、新人賞にノミネートされ、助演女優賞を受賞した。それ以外の受賞は逃した。

## その他
- ウォーバックス邸の建物は、安売小売チェーンの大手ウルワースの社長が1927年に建てたもので、現在はニュージャージー州のモンマス大学のウッドロウ・ウィルソン・ホールとして使われている。
- ウォーバックス家の運転手役を演じたロジャー・ミナミはハワイ出身の日系人ダンサー。現在はメキシコで画家として暮らしている[3]。